# Ekonomika energetike
Okomito integrirani sustav električne energije sastoji se od baznih elektrana (nuklearne elektrane i/ili termoelektrane na ugljen), vršnih elektrana (hidroelektrane i/ili termoelektrane na plin), prijenosnika i dispečera koji omogućuju distribuciju te kasnije naplatu od potrošača (tarifnih korisnika). Cijeli taj sustav je pod kontrolom službe za održavanje (PSO, eng. public service obligation).

## Tržište električne energije
U novije vrijeme dolazi do liberalizacije proizvodnje i opskrbe električnom energijom. Uvjet za to je sklapanje ugovora o kupnji električne energije.
Također je novost i pristup prijenosu i distribuciji trećoj strani. Dalekovode možemo usporediti s cestama na koje distributeri šalju električnu energiju, svaki određenu količinu, koja na kraju stiže ciljnim potrošačima u količinu koju trebaju. Postoje operateri zaduženi za prijenos i pomoćne usluge (TSO, eng. transmission system operator) i operatori tržišta. Sklapaju se dugoročni ugovori o opskrbi s tarifnim kupcima, a moguća je i kupnja na trenutnom (spot) tržištu.

Elektična energija se može kupiti na "tržištu dan unaprijed" (eng. day ahead market) gdje se ugovori kupnja određene količine energije prije isporuke.
Odluka o gradnji elektrane ovisi o ukupnom trošku i izračunu da li se on može isplatiti prodajom električne energije i pomoćnih usluga. Ukupni trošak se sastoji od fiksnih i varijabilnih troškova. Fiksni trošak je investicijski trošak uvećan za fiksni dio operativnog troška i troška održavanja. Varijabilni trošak je trošak dodatno proizvedenog kWh u što ulazi trošak goriva, dodatni operativni trošak i dodatni trošak održavanja. Odluka o proizvodnji dodatnog kWh ovisi o varijabilnom trošku.
Cijena električne energije ovisi o marginalnom trošku o kojemu ovise ponuda i potražnja.
O visini marginalnog troška ovisi da li će se potražnja zadovoljiti proizvodnjom iz vlastitih izvora ili uvozom.
Plin i mazut dolaze u obzir kao izvori električne energije jedino u slučaju visoke potražnje kad i cijena može biti veća. Postoji mogućnost državnih subvencija što utječe na trošak i odluku o proizvodnji i uvozu.
Postoji više tržišta električne energije dan unaprijed koja su geografski određena:
- Nord pool ELSPOT (DK, EE, FI, LT, NO, SE)
- EPEX SPOT (AT, DE, FR, CH)
- APX-ENDEX (BE, NL, UK)
- OMEL (ES, PT)
- OTE (CZ, SK)
- IPEX (IT), DESMIE (GR)
- TGE (PL), OPCOM (RO), HUPX (HU), BSP (SI)

Također dolazi do povezivanja u energetske zajednice.
Pri kupnji energije na tržištu dan unaprijed postoji mogućnost greške u predviđanju vjetra do 20%.
Tržišta električne energije u toku dana (eng. intraday) također su geografski određena:
- Nord pool ELBAS (DK, EE, FI, LT, NO, SE)
- EPEX SPOT Intraday (AT, DE, FR, CH)
- APX-ENDEX (BE, NL, UK)
- OMEL (ES, PT)

U budućnosti se predviđa globalizacija tržišta električne energije.